# 国鉄3420形蒸気機関車
3420形は、かつて日本国有鉄道の前身である鉄道省に在籍したタンク式蒸気機関車である。

## 概要
元は、北九州鉄道が汽車製造で、1925年（大正14年）に3両（製造番号834 - 836）、1926年（大正15年）に1両（製造番号872）を製造した、車軸配置2-6-2(1C1)の単式2気筒の飽和式サイドタンク機関車で、1937年（昭和12年）の国有化にともない、鉄道省籍となったものである。これらは北九州鉄道では5形(5 - 8)と称したが、国有化後は3420形(3420 - 3423)に改番された。
本形式は、汽車製造が1904年（明治37年）に台湾総督府鉄道向けに製造した50形の系譜に連なる機関車で、同系車の総数は38両、そのうちの16両が内地私鉄向けに供給されている。
1925年製の5 - 7と1926年製の8では形態がわずかに異なり、5 - 7の蒸気ドームを安全弁とともに第2缶胴上に、その前後の第1缶胴と外火室上に砂箱を設けているのに対して、8は蒸気ドームが第1缶胴上に、砂箱が第2缶胴上に移り、外火室上には安全弁が蒸気ドームから分離されて設置されている。
国有化後は、筑肥線ならびにその周辺で使用され、1949年（昭和24年）に廃車となった。

## 同形機
汽車製造の標準設計機関車であり、他の私鉄に供給された同形車が存在する。その状況は、次のとおりである。
- 1925年製
  - 製造番号827 - 筑波鉄道 8 → 常総筑波鉄道 8（1952年廃車）
  - 製造番号850 - 宇部鉄道 300 → 鉄道省 3455（1943年国有化） → 船木鉄道 105（1947年譲渡・1956年廃車）
- 1926年製
  - 製造番号870 - 筑波鉄道 9 → 夕張鉄道 9（1929年譲渡） → 天塩鉄道 9（1942年譲渡・1967年廃車）
  - 製造番号904 - 能登鉄道 10 → 北陸鉄道 C201（1956年廃車）

## 主要諸元
- 全長 : 9,929mm
- 全高 : 3,658mm
- 全幅 : 2,609mm
- 軌間 : 1,067mm
- 車軸配置 : 2-6-2(1C1)
- 動輪直径 : 1,219mm
- 弁装置 : ワルシャート式
- シリンダー（直径×行程） : 381mm×559mm
- ボイラー圧力 : 12.7kg/cm2
- 火格子面積 : 1.4m2
- 全伝熱面積 : 74.9m2
  - 煙管蒸発伝熱面積 : 67.2m2
  - 火室蒸発伝熱面積 : 7.7m2
- 小煙管（直径×長サ×数） : 44.5mm×2,896mm×166本
- 機関車運転整備重量 : 43.5t
- 機関車空車重量 : 33.2t
- 機関車動輪上重量（運転整備時） : 32.0t
- 機関車動輪軸重（第2・3動軸上） : 11.17t
- 水タンク容量 : 5.46m3
- 燃料積載量 : 2.38t
- 機関車性能
  - シリンダ引張力 : 7,190kg
- ブレーキ装置 : 手ブレーキ、蒸気ブレーキ